# Larisa Akrofie
Larisa Akrofie es una científica y editora ghanesa, fundadora y redactora jefe de Levers in Heels, la principal plataforma digital de África que destaca a las mujeres del continente en ascenso en el campo de la ciencia, la tecnología, la ingeniería y las matemáticas.

## Biografía
Cursó sus estudios de secundaria en la escuela Achimota. Es exalumna de la Universidad de Ghana, donde obtuvo una licenciatura en ingeniería biomédica.
El trabajo de Akrofie con la plataforma Levers in Heels ha alcanzado el reconocimiento internacional, habiendo destacado a más de cien mujeres africanas en el campo de la ciencia, la tecnología, la ingeniería y las matemáticas. La plataforma pretende inspirar y capacitar a la próxima generación de mujeres africanas líderes en estos campos de la ciencia.
También tiene un historial demostrado de implementación y gestión de una cartera de proyectos, programas y asociaciones en las áreas de la educación y las habilidades empresariales, y ha trabajado con organizaciones internacionales como el British Council y la Fundación Mastercard.
En 2018 fue incluida en la lista de los 50 jóvenes ghaneses más influyentes por el portal Avance Media.